# Argynnis nigrizina
Argynnis nigrizina är en fjärilsart som beskrevs av Frederick William Frohawk 1924. Argynnis nigrizina ingår i släktet Argynnis och familjen praktfjärilar. Inga underarter finns listade i Catalogue of Life.